# Frappe de roquettes sur Zelenopillia
Guerre du Donbass
Batailles
- Euromaïdan
- Révolution de la Dignité
- Manifestations anti-Maïdan

Annexion de la Crimée
- Invasion russe de la Crimée
- Prise du Parlement de Crimée
- Prise de la base navale sud
- Incident de Simféropol (en)
- Occupation russe de la Crimée

Troubles pro-russes
- Odessa
- Troubles pro-russes à Kharkiv (uk)
- Troubles pro-russes à Louhansk (uk)
- Bataille de la rue Rymarska (uk)
- Proclamation de la république de Crimée
- Prise de Donetsk (uk)
- Proclamation de la RP de Donetsk
- Proclamation de la RP d'Odessa (hu)
- Proclamation de la RP de Lougansk
- Affrontements à Odessa du 2 mai (uk)
- Incendie de la Maison des syndicats d'Odessa

Guerre du Donbass
- Sloviansk
- Marioupol
- 1re Donetsk
- Louhansk
- Il-76
- Saour-Mogyla
- Vol Malaysia Airlines 17
- 2e Donetsk
- Loutouhyne
- Ilovaïsk
- 3e Donetsk
- 32e barrage
- Volnovakha
- Debaltseve
- Marïnka
- Avdiïvka

La frappe de roquettes sur Zelenopillia touche le 11 juillet 2014 une colonne de troupes ukrainiennes circulant à Zelenopillia, dans l'oblast de Louhansk.

## Déroulement
Le matin du 11 juillet 2014 à 4 h 30, une colonne de militaires ukrainiens stationne le long de l'autoroute vers Louhansk, à proximité de Rovenky, à quinze kilomètres de la frontière avec la Russie, quand elle est frappée par quarante roquettes lancées par des lance-roquettes multiples BM-21 Grad se trouvant en Russie,. Cette colonne regroupe une partie des militaires qui gardent la frontière avec la Russie,.

### Pertes humaines
Ihor Fedorovitch Momot, général, Héros de l'Ukraine du service national des garde-frontières d'Ukraine.